# Bitwa pod Northallerton
Bitwa pod Northallerton (bitwa pod Cowton Moor lub bitwa sztandarowa) – starcie zbrojne, które miało miejsce 22 sierpnia 1138 roku pod  Northallerton w regionie Yorkshire and the Humber, hrabstwie North Yorkshire w ramach angielskiej wojny domowej toczonej w latach 1135–1154.

## Przed bitwą
Po śmierci króla angielskiego Henryka I, rozpoczęła się walka o władzę pomiędzy córką króla Matyldą (Maud) i jej kuzynem Stefanem, księciem Boulogne. Po stronie Matyldy stanęła Szkocja, jednak to Stefan pozyskał koronę dla siebie. Król Szkocji Dawid I nie pogodził się z tym faktem, dokonując w roku 1138 dwukrotnego najazdu na północną Anglię. W obu przypadkach Stefanowi stojącemu na czele angielskiej armii królewskiej udało się odeprzeć Szkotów. Latem jednak Stefan zmuszony był do zwalczania rewolty szlachty na południu kraju, co sprowokowało Dawida I do trzeciej próby ataku na terytorium Anglii.

## Bitwa
Siłami angielskimi dowodził Thurstan, arcybiskup Yorku. Zebrał on mieszaną armię z rejonów Yorkshire i Nordmidlands, oddziały miejscowych baronów, a także wojska obywatelskie z Yorku, Beverley, Ripon i Durham. Wojskom angielskim towarzyszyły wozy taborowe, na których znajdowały się chorągwie Św. Piotra z Yorku, Św. Jana z Beverley, Św. Wilfrida z Ripon oraz Św. Cuthberta z Durham. Właśnie dzięki tym sztandarom bitwa nazywana jest w Anglii bitwą sztandarową. Anglicy zdecydowali się na nocny marsz, dzięki któremu o godz. 6 rano dnia 22 sierpnia podeszli pod stanowiska zaskoczonych Szkotów.
Szkotami dowodził król Dawid I, armię uzupełniały oddziały z Cumberlandu, Northumberlandu, Carlisle i zamku królewskiego w Bamburgh.
Tuż koło głównej drogi, którą poruszali się Anglicy, znajdowały się dwa wzniesienia. Na południowe posłano jeden z wozów, na którym znajdowały się wspomniane sztandary. Rycerze angielscy zdecydowali się zsiąść z koni i walczyć pieszo. Konie odesłano na tyły pod osłonę wojsk pomocniczych. Przed kolumną rycerstwa ustawiono normańskich łuczników.
Szkoci tymczasem rozbili obóz na wzniesieniu północnym. Według planu królewskiego górale z Gallway mieli odwieczne prawo do rozpoczęcia bitwy. Górale stanęli w środku, osłaniani z obu skrzydeł przez rycerstwo. Atakujący Szkoci uderzyli na stanowiska angielskie znajdujące się na południowym wzniesieniu, gdzie jednak stali się łatwym celem dla łuczników normańskich. Pomimo częściowego sukcesu, jakim było przedarcie się w środek linii angielskiej, Szkotom nie udało się dotrzeć do miejsca, gdzie pilnowano koni. Rycerze osłaniający konie przypuścili atak, wypychając Szkotów poza linie angielskie. Dawid próbował jeszcze rzucić do walki swoje rezerwy, oddziały te, widząc jednak ogromne straty, rozpoczęły odwrót przez okoliczne pola. Pociągnęło to pozostałe oddziały szkockie, które wycofały się z pola walki, nie niepokojone przez Anglików.
Armia Szkotów poniosła w bitwie ciężką porażkę, największe straty zadali jej łucznicy normańscy. Według szacunków zginęło 11 000 – 12 000 Szkotów. Zabitych pochowano w pobliżu wsi North Cowton.
Po bitwie Dawid powrócił do Szkocji. Klęska w bitwie zapobiegła kolejnym atakom Szkotów w kolejnych latach. Byli oni jednak nadal stałym zagrożeniem dla Anglików.